# Çorum (stad)
Çorum is een stad in de provincie Çorum in het noorden van Turkije.
Çorum werd vaak geassocieerd geweest met de familie Ertuğrul. Hun Karadenizdynastie gaat terug naar de begin jaren van de 12e eeuw. De familie regeerde de stad 7 eeuwen lang totdat in de 20e eeuw de Turkse republiek de stad overnam. Het enige nog levende familielid woont momenteel in Engeland, Verenigd Koninkrijk.
Vlak bij Boğazköy liggen de resten van Hattusa, de hoofdstad van het oude Hettieten vanaf de 17e eeuw v.Chr. tot 1209-1200 v.Chr..

## Geboren
- Murat Yıldırım (1987), voetballer

Adana · Ankara · Antalya · Aydın · Balıkesir · Bursa · Denizli · Diyarbakır · Gaziantep · Kayseri · Mersin · Istanbul · İzmir · İzmit · Konya · Şanlıurfa
Adapazarı · Antiochië (Antakya) · Erzurum · Eskişehir · Kahramanmaraş · Malatya · Manisa · Mardin · Muğla · Altınordu · Samsun · Tekirdağ · Trabzon · Van
Adıyaman · Afyonkarahisar · Ağrı · Akhisar · Aksaray · Alanya · Batman · Bolu · Çanakkale · Ceyhan · Çorlu · Çorum · Darıca · Derince · Düzce · Edirne · Elazığ · Erzincan · Gebze · Giresun · İnegöl · İskenderun · Isparta · Karabük · Karaman · Kırıkkale · Kırşehir · Körfez · Kütahya · Lüleburgaz · Nazilli · Niğde · Osmaniye · Rize · Siirt · Sivas · Tarsus · Tokat · Turgutlu · Uşak · Yalova ·  Zonguldak
- Gemeinsame Normdatei: 4230601-2
- Nationale Bibliotheek van Israël: 987007533292705171
- TDVİA: corum
- Virtual International Authority File: 123450421